# Граптопеталум красивый
Граптопеталум красивый, или Тацитус красивый или Мексиканская звезда (лат. Graptopetalum bellum, syn. Tacitus bellus) — вид растений из рода Graptopetalum семейства Толстянковые (Crassulaceae). Компактных размеров суккулент, листья небольшие, сочные, образуют невысокую плотно сложенную розетку. В естественных условиях произрастает в Мексике в скалистых местностях. Вид был обнаружен Альфредом Лау в 1972 году на территории северо-западных штатов Чиуауа и Сонора.
СинонимTacitus bellus Moran & J.Meyrán, 1974basionym

## Ботаническое описание
Небольшое многолетнее суккулентное растение.
Листья голые, треугольной формы, 25 мм длиной, серого или бронзового цвета. Образуют сплюснутые розетки до 10 см в диаметре.
Цветки звездообразные пятилепестковые, тычинки тёмно-розового цвета, пыльники — белого.
Цветёт с мая по июль. В верхней части 10 см соцветия, цветы более 2,5 см в диаметре, расцветка от тёмно-розовой до красной.
|                 |  |
| Листья. Цветки. |  |

## Выращивание
Относительно легко культивируемое растение. В отличие от других родственных видов, этот хорошо переносит затененные места. Предпочитает лёгкие и пористые почвы с хорошим дренажем. Размножается путём деления ответвлений, укоренения отдельных листьев и семенами.

## Таксономическое положение
|  |                                      |  |                                                             |                                                             |                        |  | ещё 12 семейств (согласно Системе APG II) | ещё 12 семейств (согласно Системе APG II) |                            |  |  |  | ещё 11 видов |
|  |                                      |  |                                                             |                                                             |                        |  | ещё 12 семейств (согласно Системе APG II) | ещё 12 семейств (согласно Системе APG II) |                            |  |  |  | ещё 11 видов |
|  |                                      |  |                                                             | порядок Камнеломкоцветные                                   |                        |  |                                           |                                           | род Граптопеталум          |  |  |  |              |
|  |                                      |  |                                                             | порядок Камнеломкоцветные                                   |                        |  |                                           |                                           | род Граптопеталум          |  |  |  |              |
|  | отдел Цветковые, или Покрытосеменные |  |                                                             |                                                             | семейство Толстянковые |  |                                           |                                           | вид Граптопеталум красивый |  |  |  |              |
|  | отдел Цветковые, или Покрытосеменные |  |                                                             |                                                             | семейство Толстянковые |  |                                           |                                           |                            |  |  |  |              |
|  |                                      |  | ещё 44 порядка цветковых растений (согласно Системе APG II) | ещё 44 порядка цветковых растений (согласно Системе APG II) |                        |  |                                           | ещё 30 родов                              | ещё 30 родов               |  |  |  |              |
|  |                                      |  |                                                             | ещё 44 порядка цветковых растений (согласно Системе APG II) |                        |  |                                           |                                           | ещё 30 родов               |  |  |  |              |